# Puchar Polski w piłce siatkowej mężczyzn (2023/2024)
Puchar Polski w piłce siatkowej mężczyzn 2023/2024 (oficjalna nazwa ze względów sponsorskich: Tauron Puchar Polski Mężczyzn 2023/2024) – 67. sezon rozgrywek o siatkarski Puchar Polski zorganizowany przez Polski Związek Piłki Siatkowej (PZPS) oraz Polską Ligę Siatkówki (PLS). Zainaugurowany został 18 października 2023 roku.
Puchar Polski w sezonie 2023/2024 składał się z czterech rund wstępnych, ćwierćfinałów, półfinałów oraz turnieju finałowego. Uczestniczyło w nim 28 zespołów. W rundach wstępnych brali udział: zwycięzcy rozgrywek regionalnych oraz zgłoszone zespoły z 2. ligi oraz Tauron 1. Ligi. W ćwierćfinałach do rozgrywek dołączyło sześć najlepszych zespołów PlusLigi po I rundzie fazy zasadniczej. We wszystkich rundach rozgrywki odbywały się w systemie pucharowym, a o awansie decydował jeden mecz.
Turniej finałowy Pucharu Polski został rozegrany w dniach 2-3 marca 2024 w Tauron Arenie w Krakowie.

## System rozgrywek
Puchar Polski w sezonie 2023/2024 składał się z czterech rund wstępnych, ćwierćfinałów oraz turnieju finałowego.
Faza wstępna

Faza wstępna składała się z czterech rund. Drabinka fazy wstępnej powstała w drodze losowania, z tym że pary I rundy utworzono w miarę możliwości według podziału terytorialnego. W fazie wstępnej uczestniczyli: zwycięzcy rozgrywek wojewódzkich oraz zgłoszone drużyny z 2. ligi oraz Tauron 1. Ligi. W każdej rundzie drużyny w ramach pary rozgrywały jeden mecz decydujący o awansie. Gospodarzem spotkania był zwycięzca rozgrywek wojewódzkich lub zespół niżej sklasyfikowany w rozgrywkach 2. ligi lub Tauron 1. Ligi w sezonie 2022/2023. W spornych przypadkach gospodarz został wyłoniony w drodze losowania.
Faza główna

Faza główna obejmowała ćwierćfinały oraz turniej finałowy, w ramach którego odbyły się półfinały i finał. W ćwierćfinałach uczestniczyły: dwie drużyny, które awansowały z IV rundy oraz sześć najlepszych zespół po I rundzie fazy zasadniczej PlusLigi 2023/2024. Losowanie ćwierćfinałowych par oraz drabinki turniejowej na dalszą część rozgrywek odbyło się 14 stycznia. Cztery najlepsze zespoły PlusLigi po I rundzie fazy zasadniczej zostały rozstawione. W ramach pary drużyny rozegrały jeden mecz decydujący o awansie do turnieju finałowego. Gospodarzem spotkania był zespół z niższej klasy rozgrywkowej, drużyna wyżej sklasyfikowana w
rozgrywkach PZPS lub Tauron 1. Ligi w sezonie 2022/2023 albo zespół PlusLigi wyżej sklasyfikowany po I rundzie fazy zasadniczej sezonu 2023/2024.
Pary półfinałowe powstały zgodnie z turniejową drabinką. Zwycięzcy półfinałów rozegrali mecz finałowy o Puchar Polski. Nie był grany mecz o 3. miejsce.

### Tabela PlusLigi po 15. kolejce
| Lp. | Drużyna                            | Pkt | Mecze | Mecze | Mecze | Rodzaj wyniku | Rodzaj wyniku | Rodzaj wyniku | Rodzaj wyniku | Rodzaj wyniku | Rodzaj wyniku | Sety | Sety | Sety  | Małe punkty | Małe punkty | Małe punkty |
| Lp. | Drużyna                            | Pkt | M     | W     | P     | 3:0           | 3:1           | 3:2           | 2:3           | 1:3           | 0:3           | wyg. | prz. | stos. | zdob.       | str.        | stos.       |
| --- | ---------------------------------- | --- | ----- | ----- | ----- | ------------- | ------------- | ------------- | ------------- | ------------- | ------------- | ---- | ---- | ----- | ----------- | ----------- | ----------- |
| 1   | Jastrzębski Węgiel                 | 39  | 15    | 13    | 2     | 8             | 5             | 0             | 0             | 2             | 0             | 41   | 11   | 3.73  | 1286        | 1070        | 1.2         |
| 2   | Projekt Warszawa                   | 38  | 15    | 13    | 2     | 7             | 5             | 1             | 0             | 1             | 1             | 40   | 13   | 3.08  | 1274        | 1137        | 1.12        |
| 3   | Aluron CMC Warta Zawiercie         | 36  | 15    | 12    | 3     | 8             | 3             | 1             | 1             | 1             | 1             | 39   | 14   | 2.79  | 1286        | 1123        | 1.15        |
| 4   | Asseco Resovia Rzeszów             | 32  | 15    | 12    | 3     | 5             | 3             | 4             | 0             | 3             | 0             | 39   | 20   | 1.95  | 1407        | 1310        | 1.07        |
| 5   | Trefl Gdańsk                       | 28  | 15    | 9     | 6     | 6             | 3             | 0             | 1             | 2             | 3             | 31   | 21   | 1.48  | 1248        | 1216        | 1.03        |
| 6   | Bogdanka LUK Lublin                | 26  | 15    | 9     | 6     | 3             | 2             | 4             | 3             | 1             | 2             | 34   | 28   | 1.21  | 1378        | 1354        | 1.02        |
| 7   | PSG Stal Nysa                      | 25  | 15    | 7     | 8     | 3             | 4             | 0             | 4             | 1             | 3             | 30   | 28   | 1.07  | 1292        | 1281        | 1.01        |
| 8   | Indykpol AZS Olsztyn               | 22  | 15    | 7     | 8     | 4             | 2             | 1             | 2             | 3             | 3             | 28   | 28   | 1     | 1261        | 1274        | 0.99        |
| 9   | Grupa Azoty ZAKSA Kędzierzyn-Koźle | 21  | 15    | 7     | 8     | 4             | 2             | 1             | 1             | 5             | 2             | 28   | 28   | 1     | 1290        | 1300        | 0.99        |
| 10  | PGE GiEK Skra Bełchatów            | 18  | 15    | 7     | 8     | 1             | 3             | 3             | 0             | 6             | 2             | 27   | 33   | 0.82  | 1354        | 1377        | 0.98        |
| 11  | Exact Systems Hemarpol Częstochowa | 17  | 15    | 5     | 10    | 0             | 5             | 0             | 2             | 5             | 3             | 24   | 35   | 0.69  | 1316        | 1383        | 0.95        |
| 12  | Ślepsk Malow Suwałki               | 15  | 15    | 5     | 10    | 2             | 3             | 0             | 0             | 1             | 9             | 16   | 33   | 0.48  | 1080        | 1174        | 0.92        |
| 13  | Barkom-Każany Lwów                 | 14  | 15    | 5     | 10    | 0             | 3             | 2             | 1             | 5             | 4             | 22   | 37   | 0.59  | 1279        | 1390        | 0.92        |
| 14  | GKS Katowice                       | 12  | 15    | 4     | 11    | 2             | 1             | 1             | 1             | 3             | 7             | 17   | 36   | 0.47  | 1155        | 1266        | 0.91        |
| 15  | KGHM Cuprum Lubin                  | 11  | 15    | 3     | 12    | 3             | 0             | 0             | 2             | 3             | 7             | 16   | 36   | 0.44  | 1129        | 1223        | 0.92        |
| 16  | Enea Czarni Radom                  | 6   | 15    | 2     | 13    | 0             | 1             | 1             | 1             | 3             | 9             | 11   | 42   | 0.26  | 1116        | 1273        | 0.88        |

Źródło: 
Punktacja: 3:0 i 3:1 – 3 pkt; 3:2 – 2 pkt; 2:3 – 1 pkt; 1:3 i 0:3 – 0 pkt
Zasady ustalania kolejności: 1. liczba punktów; 2. liczba zwycięstw; 3. stosunek setów; 4. stosunek małych punktów; 5. bilans w bezpośrednich meczach
     ćwierćfinał Pucharu Polski

## Drużyny uczestniczące
| PlusLiga (6 drużyn)        | PlusLiga (6 drużyn) |
| -------------------------- | ------------------- |
| Aluron CMC Warta Zawiercie | zwycięstwo          |
| Asseco Resovia Rzeszów     | ćwierćfinał         |
| Bogdanka LUK Lublin        | półfinał            |
| Jastrzębski Węgiel         | finał               |
| Projekt Warszawa           | półfinał            |
| Trefl Gdańsk               | ćwierćfinał         |

| Tauron 1. Liga (8 drużyn) | Tauron 1. Liga (8 drużyn) |
| ------------------------- | ------------------------- |
| BAS Białystok             | 2. runda                  |
| BBTS Bielsko-Biała        | 2. runda                  |
| Bogdanka Arka Chełm       | 4. runda                  |
| Gwardia Wrocław           | 2. runda                  |
| MCKiS Jaworzno            | 2. runda                  |
| MKS Będzin                | 3. runda                  |
| PZL Leonardo Avia Świdnik | 3. runda                  |
| SMS PZPS Spała            | 2. runda                  |

| II liga (9 drużyn)             | II liga (9 drużyn) |
| ------------------------------ | ------------------ |
| CM Soleus KS Rudziniec         | ćwierćfinał        |
| CUK Anioły Toruń               | ćwierćfinał        |
| KRISHOME Września              | 3. runda           |
| SMS PZPS Spała II              | 2. runda           |
| SPS Konspol Słupca             | 4. runda           |
| Trefl Gdańsk II                | 1. runda           |
| UKS Sparta Grodzisk Mazowiecki | 3. runda           |
| UKS VT Alukoncept Bobrowniki   | 1. runda           |
| Volley Team Żychlin            | 1. runda           |

| I liga lubuska (1 drużyna)       | I liga lubuska (1 drużyna) |
| -------------------------------- | -------------------------- |
| UKS ŻAK Krzeszyce                | 1. runda                   |
| I liga mazowiecka (1 drużyna)    |                            |
| ProNutiva SKK Belsk Duży         | 2. runda                   |
| I liga śląska (1 drużyna)        |                            |
| Olimpia Włodowice                | 1. runda                   |
| I liga świętokrzyska (1 drużyna) |                            |
| Fair Play Końskie                | 1. runda                   |
| I liga wielkopolska (1 drużyna)  |                            |
| Volley Wieleń                    | 1. runda                   |

## Rozgrywki

### Faza wstępna

#### 1. runda
| 18.10.2023 19:30 (UTC+2) | LKS Olimpia Włodowice | 0:3 (15:25, 11:25, 13:25) raport | CM Soleus KS Rudziniec | Szkoła Podstawowa im. W. Broniewskiego, Włodowice Sędziowie: Bartosz Kilijański i Piotr Paprzycki |

| 18.10.2023 19:00 (UTC+2) | Volley Kost-Pol.pl Wieleń | 0:3 (21:25, 15:25, 21:25) raport | KRISHOME Września | Hala sportowo-widowiskowa, Wieleń Sędziowie: Mateusz Kolan i Dawid Trafankowski |

| 18.10.2023 18:00 (UTC+2) | UKS ŻAK Krzeszyce | 0:3 (19:25, 21:25, 20:25) raport | SPS Konspol Słupca | Szkoła Podstawowa im. J. Korczaka, Lubniewice Sędziowie: Aleksandra Kurowska i Piotr Flis |

| 18.10.2023 19:00 (UTC+2) | Volley Team Żychlin | 0:3 (25:27, 23:25, 23:25) raport | UKS Sparta Grodzisk Mazowiecki | Zespół Szkół nr 1, Żychlin Sędziowie: Łukasz Skórka i Mateusz Kaliszczuk |

| 18.10.2023 16:00 (UTC+2) | Trefl Gdańsk II | 2:3 (12:25, 25:23, 22:25, 25:22, 13:15) raport | CUK Anioły Toruń | Miejska Hala Sportowa, Gdańsk Sędziowie: Mateusz Rutynowski i Haris Helac |

| 18.10.2023 18:30 (UTC+2) | Fair Play Końskie | 0:3 (19:25, 14:25, 13:25) raport | SMS PZPS Spała II | Zespół Placówek Oświatowych, Stadnicka Wola Sędziowie: Marcin Jamróz i Rafał Witkowski |

| 18.10.2023 18:30 (UTC+2) | UKS VT Alukoncept Bobrowniki | 2:3 (15:25, 28:26, 25:23, 18:25, 13:15) raport | BBTS Bielsko-Biała | Hala widowiskowo-sportowa LUX, Rogoźnik Sędziowie: Bogusław Bober i Rafał Błachuciński |

#### 2. runda
| 22.11.2023 20:00 (UTC+1) | ProNutiva SKK Belsk Duży | 0:3 (23:25, 18:25, 17:25) raport | MKS Będzin | Publiczna Szkoła Podstawowa im. Jana Pawła II, Belsk Duży Sędziowie: Maciej Szczykutowicz i Magdalena Lutek |

| 22.11.2023 19:00 (UTC+1) | CM Soleus KS Rudziniec | 3:2 (20:25, 25:9, 25:17, 26:28, 15:6) raport | MCKiS Jaworzno | Hala sportowa, Kleszczów Sędziowie: Robert Nowicki i Wojciech Targosz |

| 22.11.2023 19:30 (UTC+1) | SPS Konspol Słupca | 3:1 (25:21, 25:20, 11:25, 27:25) raport | Gwardia Wrocław | Hala sportowa MOSiR, Słupca Sędziowie: Marcin Bartłomiejczyk i Łukasz Mischke |

| 22.11.2023 20:00 (UTC+1) | UKS Sparta Grodzisk Mazowiecki | 3:1 (23:25, 25:16, 25:23, 26:24) raport | SMS PZPS Spała | Grodziska Hala Sportowa, Grodzisk Mazowiecki Sędziowie: Jarosław Minczewski i Marcin Walerzak |

| 22.11.2023 19:00 (UTC+1) | CUK Anioły Toruń | 3:0 (25:19, 25:17, 25:18) raport | BAS Białystok | Hala sportowa przy Szkole Podstawowej nr 28, Toruń Sędziowie: Anna Czywczyńska i Patryk Frąckiewicz |

| 20.10.2023 17:00 (UTC+1) | SMS PZPS Spała II | 0:3 (14:25, 24:26, 14:25) raport | Bogdanka Arka Chełm | Hala wielofunkcyjna w COS OPO, Spała Sędziowie: Krzysztof Kapusta i Michał Kozieł |

| 22.11.2023 18:00 (UTC+1) | PZL Leonardo Avia Świdnik | 3:1 (25:19, 23:25, 25:12, 25:15) raport | BBTS Bielsko-Biała | Szkoła Podstawowa nr 7, Świdnik Sędziowie: Patryk Wierzbowicz i Mirosław Pałka |

- KRISHOME Września - wolny los[7]

#### 3. runda
| 20.12.2023 19:00 (UTC+1) | CM Soleus KS Rudziniec | 3:2 (19:25, 28:30, 26:24, 25:19, 15:13) raport | MKS Będzin | Hala sportowa, Kleszczów Sędziowie: Grzegorz Skowroński i Monika Szynczewska |

| 20.12.2023 19:30 (UTC+1) | SPS Konspol Słupca | 3:1 (25:21, 25:23, 19:25, 33:31) raport | KRISHOME Września | Hala sportowa MOSiR, Słupca Sędziowie: Tomasz Manszewski i Marek Głodek |

| 20.12.2023 18:00 (UTC+1) | CUK Anioły Toruń | 3:2 (24:26, 21:25, 25:23, 25:19, 15:12) raport | UKS Sparta Grodzisk Mazowiecki | Hala sportowa przy Szkole Podstawowej nr 28, Toruń Sędziowie: Sebastian Krzyżanowski i Paweł Sosnowski |

| 18.12.2023 18:00 (UTC+1) | Bogdanka Arka Chełm | 3:0 (25:17, 25:20, 26:24) raport | PZL Leonardo Avia Świdnik | Hala sportowa MOSiR, Chełm Sędziowie: Michał Malinowski i Marcin Rek |

#### 4. runda
| 10.01.2024 19:00 (UTC+1) | CM Soleus KS Rudziniec | 3:0 (27:25, 25:22, 25:10) raport | SPS Konspol Słupca | Hala sportowa, Kleszczów Sędziowie: Paweł Kapica i Łukasz Szczepankiewicz |

| 10.01.2024 19:00 (UTC+1) | CUK Anioły Toruń | 3:1 (25:23, 17:25, 25:18, 25:18) raport | Bogdanka Arka Chełm | Hala sportowa przy Szkole Podstawowej nr 28, Toruń Sędziowie: Marek Kaleński i Sławomir Jażdżewski |

### Faza główna

#### Drabinka
|  |              |                            |              |                            |   |                    |           |           |  |  |       |       |       |
|  | Ćwierćfinały | Ćwierćfinały               | Ćwierćfinały |                            |   | Półfinały          | Półfinały | Półfinały |  |  | Finał | Finał | Finał |
|  | Ćwierćfinały | Ćwierćfinały               | Ćwierćfinały |                            |   | Półfinały          | Półfinały | Półfinały |  |  | Finał | Finał | Finał |
|  |              |                            |              |                            |   |                    |           |           |  |  |       |       |       |
|  |              |                            |              |                            |   |                    |           |           |  |  |       |       |       |
|  | 1            | Jastrzębski Węgiel         | 3            |                            |   |                    |           |           |  |  |       |       |       |
|  | 1            | Jastrzębski Węgiel         | 3            |                            |   |                    |           |           |  |  |       |       |       |
|  |              | Trefl Gdańsk               | 0            |                            |   |                    |           |           |  |  |       |       |       |
|  |              | Trefl Gdańsk               | 0            |                            | 1 | Jastrzębski Węgiel | 3         |           |  |  |       |       |       |
|  |              |                            |              |                            | 1 | Jastrzębski Węgiel | 3         |           |  |  |       |       |       |
|  |              |                            |              | Bogdanka LUK Lublin        | 0 |                    |           |           |  |  |       |       |       |
|  | 4            | Asseco Resovia Rzeszów     | 1            | Bogdanka LUK Lublin        | 0 |                    |           |           |  |  |       |       |       |
|  | 4            | Asseco Resovia Rzeszów     | 1            |                            |   |                    |           |           |  |  |       |       |       |
|  |              | Bogdanka LUK Lublin        | 3            |                            |   |                    |           |           |  |  |       |       |       |
|  |              | Bogdanka LUK Lublin        | 3            |                            | 1 | Jastrzębski Węgiel | 1         |           |  |  |       |       |       |
|  |              |                            |              |                            |   |                    |           |           |  |  |       |       |       |
|  |              |                            | 3            | Aluron CMC Warta Zawiercie | 3 |                    |           |           |  |  |       |       |       |
|  | 2            | Projekt Warszawa           | 3            | Aluron CMC Warta Zawiercie | 3 | 3                  |           |           |  |  |       |       |       |
|  | 2            | Projekt Warszawa           |              |                            |   |                    |           |           |  |  |       |       |       |
|  |              | CUK Anioły Toruń           | 0            |                            |   |                    |           |           |  |  |       |       |       |
|  |              | CUK Anioły Toruń           | 0            |                            | 2 | Projekt Warszawa   | 0         |           |  |  |       |       |       |
|  |              |                            |              |                            | 2 | Projekt Warszawa   | 0         |           |  |  |       |       |       |
|  |              |                            | 3            | Aluron CMC Warta Zawiercie | 3 |                    |           |           |  |  |       |       |       |
|  | 3            | Aluron CMC Warta Zawiercie | 3            | Aluron CMC Warta Zawiercie | 3 | 3                  |           |           |  |  |       |       |       |
|  | 3            | Aluron CMC Warta Zawiercie |              |                            |   |                    |           |           |  |  |       |       |       |
|  |              | CM Soleus KS Rudziniec     | 1            |                            |   |                    |           |           |  |  |       |       |       |
|  |              | CM Soleus KS Rudziniec     | 1            |                            |   |                    |           |           |  |  |       |       |       |

Źródło: 

#### Ćwierćfinały
| 14.02.2024 17:30 | Jastrzębski Węgiel Tomasz Fornal 13 pkt Rafał Szymura 13 pkt | 3:0 (25:20, 25:20, 25:21) raport | Trefl Gdańsk Mikołaj Sawicki 14 pkt | Hala widowiskowo-sportowa, Jastrzębie-Zdrój Widzów: 2592 Sędziowie: Damian Lic i Mariusz Gadzina MVP: Benjamin Toniutti |

| 13.02.2024 20:30 | Asseco Resovia Rzeszów Stéphen Boyer 20 pkt | 1:3 (22:25, 23:25, 25:14, 19:25) raport | Bogdanka LUK Lublin Alexandre Ferreira 17 pkt | Hala Podpromie, Rzeszów Widzów: 1700 Sędziowie: Tomasz Flis i Piotr Kasprzyk MVP: Alexandre Ferreira |

| 13.02.2024 17:30 | CUK Anioły Toruń Sławomir Stolc 6 pkt Isbel Mesa 6 pkt | 0:3 (14:25, 18:25, 12:25) raport | Projekt Warszawa Artur Szalpuk 11 pkt Jurij Semeniuk 11 pkt | Hala sportowa przy Szkole Podstawowej nr 28, Toruń Widzów: 660 Sędziowie: Jarosław Makowski i Piotr Skowroński MVP: Artur Szalpuk |

| 14.02.2024 20:30 | CM Soleus KS Rudziniec Mateusz Piotrowski 15 pkt | 1:3 (15:25, 26:24, 16:25, 15:25) raport | Aluron CMC Warta Zawiercie Trévor Clévenot 19 pkt | PreZero Arena Gliwice (mała hala), Gliwice Widzów: 816 Sędziowie: Marek Budzik i Mariusz Fiutek MVP: Trévor Clévenot |

#### Półfinały
| 2.03.2023 14:45 (UTC+1) | Jastrzębski Węgiel Jean Patry 16 pkt | 3:0 (25:21, 25:23, 25:18) raport | Bogdanka LUK Lublin Alexandre Ferreira 12 pkt | Tauron Arena, Kraków Widzów: 9143 Sędziowie: Bartłomiej Adamczyk i Maciej Kolendowski MVP: Norbert Huber |

| 2.03.2023 18:00 (UTC+1) | Projekt Warszawa Bartłomiej Bołądź 14 pkt | 0:3 (18:25, 24:26, 27:29) raport | Aluron CMC Warta Zawiercie Karol Butryn 18 pkt | Tauron Arena, Kraków Widzów: 10 264 Sędziowie: Marek Lagierski i Wojciech Maroszek MVP: Karol Butryn |

#### Finał
| 3.03.2023 14:45 (UTC+1) | Jastrzębski Węgiel Jean Patry 20 pkt | 1:3 (22:25, 25:20, 21:25, 20:25) raport | Aluron CMC Warta Zawiercie Bartosz Kwolek 16 pkt | Tauron Arena, Kraków Widzów: 13 935 Sędziowie: Maciej Twardowski i Paweł Burkiewicz MVP: Miłosz Zniszczoł |